# DJ Kat Show
DJ Kat Show var ett barnprogram som under vardagarna sändes på Sky Channel och Sky Europe (programblock på Eurosport) under andra halvan av 1980-talet fram till mitten av 1990-talet. Precis som Fun Factory som också gick på Sky Channel visades programmet som en ram kring flera olika tecknade serier. Programmet utspelade sig i en källare och presenterades av dockan DJ Kat och hans mänskliga kompis Linda de Mol. Programmet innehöll tecknade serier med engelsk tal utan svensk text.

## Historia
DJ Kat Show fungerade som ett ramprogram för diverse olika tecknade serier som till exempel Teenage Mutant Ninja Turtles, M.A.S.K., Denver, Inspector Gadget och Alvin & The Chipmunks. DJ Kat och Linda dök upp mellan serierna, hittade på upptåg och visade inskickade teckningar. 
Tillsammans med The Children's Channel och Super Channel var Sky Channel under mitten av 1980-talet först med att sända barnprogram via kabel-tv till tittare i Sverige där Sveriges television annars hade monopol på tv-sändningar. Programmen var reklamfinansierade och avbrott för reklam direkt riktad till barn var vanliga.

### Syskonen de Mol
Programmet producerades i Amsterdam, Nederländerna av produktionsbolaget John de Mol produktijons som senare kom att bli tv-programformatfabriken Endemol. Produktionsbolaget har under senare år stått bakom internationella realitysuccéer som Big Brother, Deal or No Deal, Fear Factor och Sikta mot stjärnorna. Programledaren Linda de Mol var för övrigt syster till företagets skapare John de Mol. 2006 syns hon som programledare för den nederländska originalversionen av Deal or No Deal. Linda talar flytande nederländska, tyska och engelska. 1991 lämnar Linda de Mol programmet. Katrina Hylton-Hull tar över rollen som DJ Kats kompis men hennes insatser räcker inte till och efter något år tvingas hon lämna programmet.

### Nystart 1993
1993 hade DJ Kat Show redan slutat sändas till tittarna i Europa, Sverige däribland. Nu låg fokus enbart på Storbritannien och i takt med fallande tittarsiffror planerades en nylansering. DJ Kat Show genomgick en stor ansiktslyftning och flera nya programledare lanseras under 1993. Programmet ökade något i tittarmätningarna men glansdagarna var över samtidigt som konkurrensen om tittarna hade ökat från andra kanaler. 1995 bestämde ledningen Sky One tillsammans med producenten Michelle Kimber, manusförfattarna Peter Corey och Dave Arthur och projektledaren John Northover att lägga ned programmet. Vid det laget hade DJ Kat Show sänts non-stop på vardagsmorgnarna under en period på över tio år.

### Export till USA
Efter framgångarna i Europa exporterades DJ Kat Show även till USA där en amerikansk version av serien producerades och visades på lokala stationer tillhörande Fox.

## Distribution

### Sky Channel
DJ Kat Show visades ursprungligen på Sky Channel som mellan 1985 och 1989 via kabel-tv sände till tittare över hela Europa. Sky Channel slutade sända till Sverige och Europa under 1989. 

### Sky Europe på Eurosport
DJ Kat Show fortsatte att visas även till svenska tittare genom programblocket Sky Europe även efter att Sky Channel lagts ner. Eurosport hade vid den tidpunkten samma ägare som Sky. På Sky Europe visades DJ Kat Show på vardagarna innan Eurosport drog igång sina sändningar vid 9-tiden om morgnarna.

## Tecknade serier i DJ Kat Show
- The Transformers
- George of the Jungle
- Fraidy Cat
- M.A.S.K.
- Alvin & The Chipmunks
- Teenage Mutant Ninja Turtles
- Denver
- Inspector Gadget
- Heathcliff
- The Adventures of Super Mario Bros. 3
- Rude Dog and The Dweebs
- Diplodo